# Rakuten WiFi Pocket 2B
Rakuten WiFi Pocket 2Bは、楽天モバイルが2021年7月29日に発売した、モバイルルーターである。

## 概要
楽天モバイルは、2021年7月29日にRakuten WiFi Pocketに続く楽天オリジナルモバイルルーターの第2弾として、Rakuten WiFi Pocket 2Bを発表した。
同日から楽天モバイル公式サイト、および全国の楽天モバイルショップにて、7,980円（税込）で発売された。

## デザイン

### カラーバリエーション
カラーはホワイト、ブラックの2色を展開している。
| カラー | カラーネーム |
| ------ | ------------ |
|        | ホワイト     |
|        | ブラック     |

## 仕様
先行のRakuten WiFi Pocketと同様に、Wi-Fiの仕様上、IEEE802.11 b/g/n（2.4GHz帯）のみの対応で、IEEE802.11 a/ac（5GHz帯）は利用不可。
充電口の形状はmicro USB Type-Bである。この形状が、Type-Cになっているものが、後継のRakuten WiFi Pocket 2Cにあたる。
詳細スペックに関しては、以下「技術仕様」を参照。

## 技術仕様

### 基本スペック
メーカー
楽天モバイル株式会社
製品名
Rakuten WiFi Pocket 2B
モデル番号
ZR02M
色
ホワイト / ブラック
サイズ
約63.8 × 約107.3 × 約15 (mm)
重量
約106g
インターフェイス
USB 2.0（micro USB Type-B)
連続待受時間（LTE / 3G / GSM）
約300時間 / 約300時間 / -
連続使用時間（LTE / 3G / GSM）
約10時間 / - / -
通信速度
LTE 受信時
150Mbps
LTE 送信時
50Mbps
SIM
microSIM
環境条件
動作温度範囲
5℃〜35℃
動作湿度範囲
45%〜85%
内蔵バッテリー容量
約2,520ｍAh
充電時間
ACアダプター
約3.5時間
パソコン接続
約6.5時間
付属品
micro USB Type-Bケーブル / クイックスタートガイド

### 通信
Wi-Fi規格
IEEE802.11 b/g/n（2.4GHz帯）
最大同時接続数
16台

### 対応周波数
4G FDD-LTE
Band 1 (2.1GHz) / Band 3 (1.8GHz) / Band 7 (2.6GHz) / Band 18 (800MHz) / Band 19 (800MHz) / Band 26 (800MHz)
4G TD-LTE
Band 38 (2.6GHz) / Band 41 (2.5GHz)
3G WCDMA
Band I (2.1GHz) / Band II (1.9GHz) / Band XIX (800MHz)